# Jack Ramsay
Pour les articles homonymes, voir Ramsay.
John Travilla Ramsay dit Jack Ramsay, né le 21 février 1925 à Philadelphie en Pennsylvanie et mort le 28 avril 2014 à Naples en Floride est un entraîneur américain de basket-ball professionnel en National Basketball Association.

## Biographie
Après avoir entraîné en lycée et dans des ligues mineures juste après la guerre, il devient entraîneur de sa faculté, l'Université Saint Joseph, en 1955. Lors de sa première saison, Ramsay mène les Hawks à leur premier Philadelphia Big 5 et à leur premier tournoi de post-saison (dans le NIT). Il continua jusqu'en 1966, menant les Hawks à six autres Big 5 et dix participations en post-saison au total.
Immédiatement après avoir quitté Saint Joseph, il est engagé en tant que manager général des 76ers de Philadelphie, qui remportent le titre NBA dès sa première saison dans la franchise. En 1968, il quitte la direction pour devenir entraîneur des Sixers. Lors de ses quatre saisons en tant qu'entraineur, il mène l'équipe à trois participations en play-offs. Après la saison 1971-72, il prend la direction des Braves de Buffalo. Ses prestations y furent quasiment identiques à celles avec les Sixers : trois participations en play-offs en six saisons.
Sa destination suivante en NBA fut la plus fameuse, avec les Trail Blazers de Portland. Quand il y arrive en 1976, les Blazers n'avaient pas participé aux playoffs ou réalisé un bilan positif durant les six années de leur existence. Cependant, il prend la tête d'une jeune équipe, menée par Bill Walton, et qui bénéficie de la draft d'expansion à la suite de la disparition de l'American Basketball Association en 1976, dans laquelle les Blazers choisirent l'ailier-fort Maurice Lucas. Lors de sa première saison à Portland (en 1976-77), Ramsay mène les Blazers à leur seul et unique titre NBA title à ce jour. Lors de sa seconde saison, les Blazers étaient à 50 victoires-10 défaites après 60 rencontres et étaient favoris pour conserver leur titre avant que Walton, au milieu d'une saison où il est désigné NBA Most Valuable Player, se casse le pied, la première d'une de ses nombreuses blessures qui écourta sa carrière. Ramsay continue à entraîner les Blazers jusqu'en 1986 avec un relatif succès, bien qu'il ne soit plus capable d'approcher le niveau de ses premières saisons. Il est également l'entraineur en 1978 de la sélection Ouest au NBA All-Star Game. Ramsay entraine ensuite les Pacers de l'Indiana lors de la saison 1986-87 avant de prendre sa retraite. Il était à ce moment à la deuxième place des entraîneurs pour ce qui est du nombre de victoires de l'histoire de NBA, derrière Red Auerbach.
Ramsay passe ensuite neuf années en tant que commentateur à la télévision pour les matches des 76ers de Philadelphie et du Heat de Miami, et commentait pour ESPN à la TV et à la radio. Dr. Jack travailla pour le Heat de Miami de 1992 à 2002. Durant cette période où Ramsay était commentateur du Heat, il imagina quelques surnoms et des petites piques pour les joueurs du Heat.
Ramsay est intronisé au Basketball Hall of Fame en tant qu'entraineur le 11 mai 1992. Il est nommé parmi l'un des 10 meilleurs entraineurs de tous les temps en 1996.
Il est aussi l'auteur de quelques livres, dont The Coach's Art  (ISBN 0-917304-36-5) et Dr. Jack's Leadership Lessons Learned From a Lifetime in Basketball  (ISBN 0-471-46929-7).
Ramsay est diplômé du lycée Upper Darby (UDHS) en 1942. Il reçut son diplôme en sciences sociales de l'Université Saint Joseph en 1949, et un diplôme en doctorat, en éducation, de l'Université de Pennsylvanie en 1952 et 1963, respectivement.
Il meurt dans son sommeil à l'âge de 89 ans, après avoir combattu le cancer durant plus de 10 ans.